# Halbenrain
Halbenrain (tiếng Slovene: Obrajna) là một đô thị thuộc huyện Radkersburg thuộc bang Steiermark, nước Áo. Đô thị Halbenrain có diện tích 38,66 km², dân số thời điểm cuối năm 2005 là 1827 người.